# Halle des magasins généraux
La halle des magasins généraux est un bâtiment situé dans le quartier de La Bastide, à Bordeaux, qui était autrefois destiné au stockage des marchandises en transit entre la voie fluviale et le chemin de fer. Il s'agit du premier des nombreux embranchements ferroviaires privés vers le quai des Queyries.
En 2006, il est décidé que le site de l'entrepôt ferroviaire abrite les archives municipales de la ville de Bordeaux puis finalement les archives de Bordeaux Métropole (regroupant les archives de Bordeaux Métropole et les archives municipales de plusieurs communes de l'agglomération bordelaise dont Bordeaux), dont l'ouverture au public a lieu le 11 mars 2016.

## Localisation
L'ancien entrepôt et actuel hôtel des Archives métropolitaines est situé rue de la Rotonde, sur la commune de Bordeaux, au sein de la  ZAC Bastide Niel .

## Historique
Construit en 1859, sous le Second Empire, par les Magasins Généraux, l'entrepôt accompagne l'essor industriel du quartier de la Bastide. Il est repris par le PO en 1900. C'est en 2001 que le dernier train dessert la halle pour y apporter les premiers rails du tramway de Bordeaux.
Le 22 juin 2008, un incendie ravage la halle : il mobilise une soixantaine de pompiers qui ne parviennent à maîtriser le brasier, aggravé par l'impressionnante charpente avec piliers et planchers, le tout en bois. D’origine accidentelle, l’incendie s'est déclaré à la suite d'une altercation entre squatters. L'événement n'a toutefois pas annulé la décision prise en 2006 par la municipalité, qui a maintenu son projet d'installation du prochain hôtel des Archives municipales.
Le chantier de construction débute en février 2013. L'hôtel reprend les murs de l'ancien bâtiment, qui ont résisté à l'incendie, auxquels est ajouté un bâtiment neuf en équerre. L'ancien entrepôt voit se greffer sur son toit les cinq niveaux de magasins : l'agence d'architecture retenue, Robbrecht & Daem (nl), souhaite évoquer la sédimentation des archives grâce à cet empilement en porte-à-faux. Les bâtiments s'ouvrent sur un parvis arboré où se trouvent les boutures de l'emblématique et pluriséculaire glycine de l'hôtel de Ragueneau, lieu des Archives municipales de 1939 à 2015.
D'une superficie de 8 800 m², ce nouveau bâtiment des Archives métropolitaines offre à ce service public l'espace nécessaire pour redéployer ses activités.

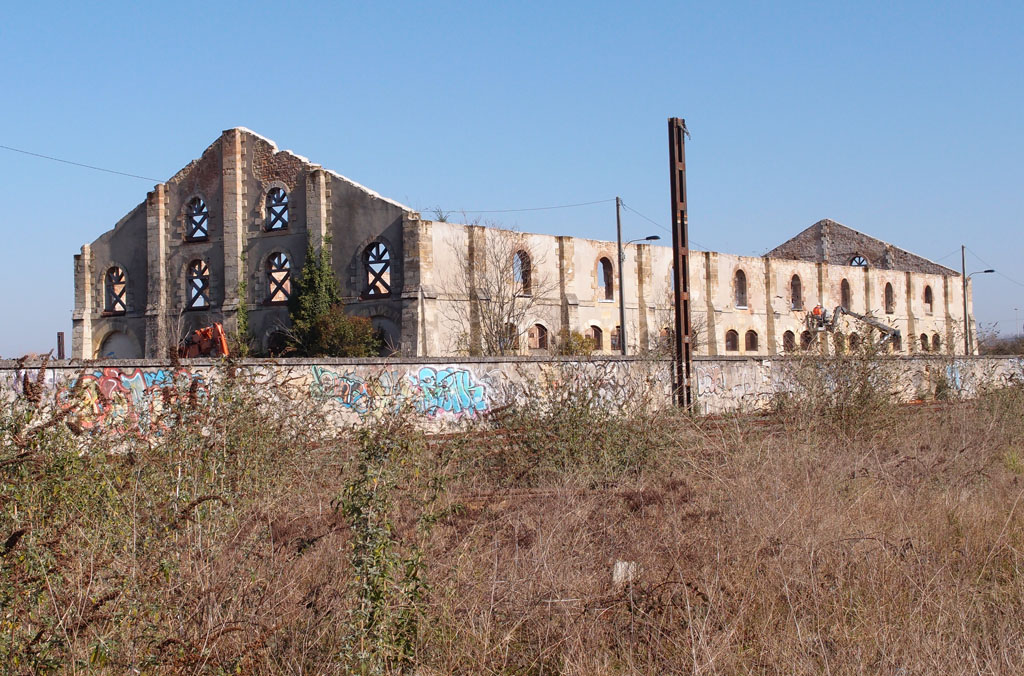
Aspect après l'incendie (2013).
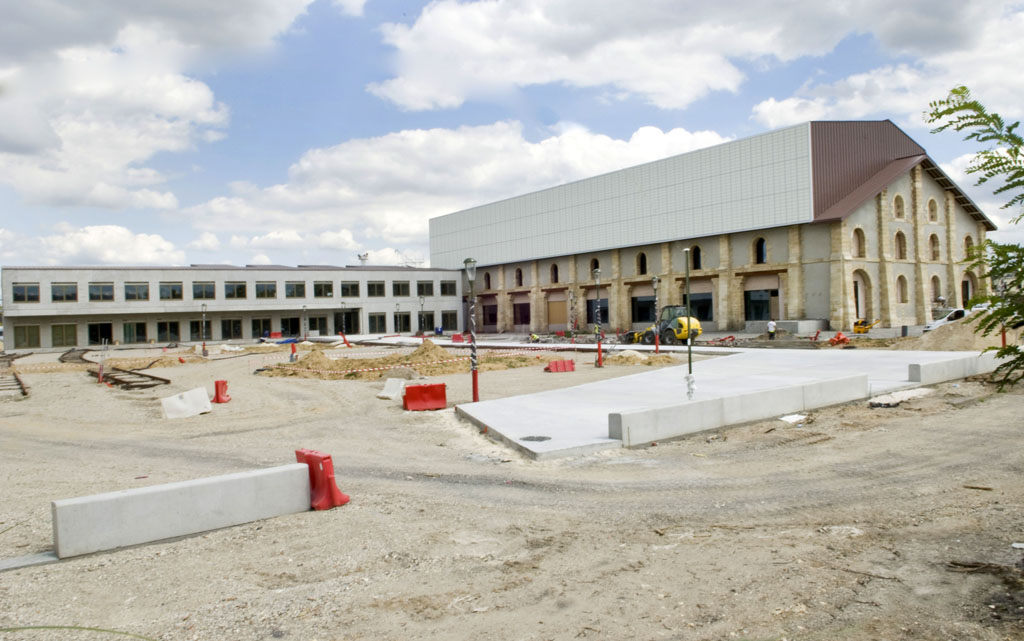
Le nouveau bâtiment en cours de construction en août 2014.
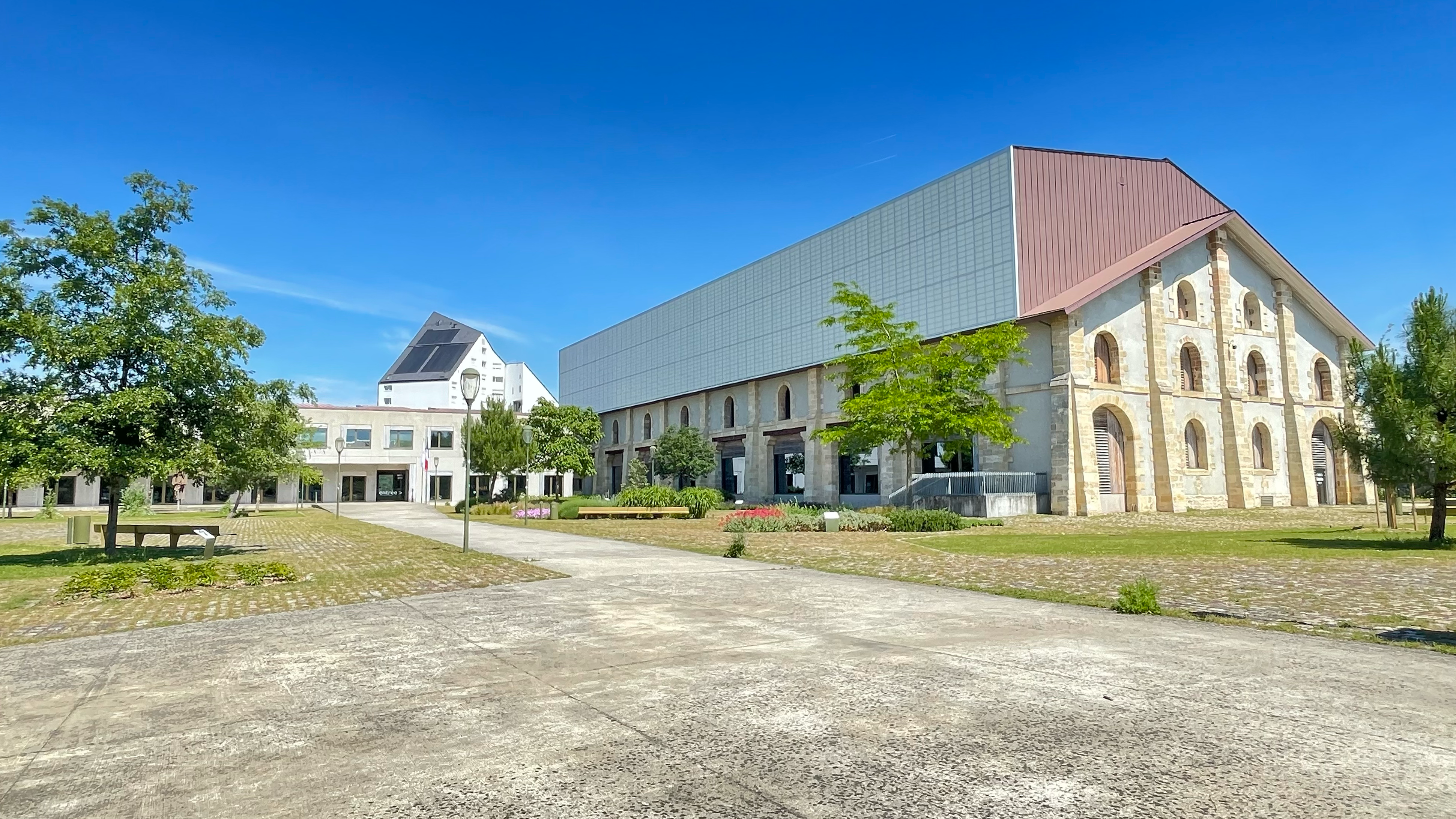
Le nouveau bâtiment en 2025.